# Philip Plisson
Pour les articles homonymes, voir Plisson.
Philip Plisson est un photographe français, né le 17 janvier 1947 à Orléans, spécialisé dans les photographies maritimes.

## Biographie
Avec son fils Guillaume, photographe lui aussi, il lance la compagnie d'édition Pêcheur d'Images. Ses deux autres enfants, Anne et Franck, travaillent avec lui. Il installe tout d'abord une galerie à la Trinité-sur-Mer dans le Morbihan avant de déménager les bureaux de la société dans la commune voisine de Crac'h pour construire de plus grands locaux et donner une nouvelle impulsion à cette société.
Fervent défenseur de la mer en général, il est l'auteur de nombreux ouvrages de photos, comme La Mer ou encore La Mer, Avenir de la Terre, etc. Il participe régulièrement à des conférences ou des sommets pour défendre la mer, notamment à Bruxelles lors de réunions de l'Union européenne.
En 1992, une exposition intitulée Philip Plisson, pêcheur d'images lui est consacrée au Musée national de la Marine à Paris. 
Le 19 septembre 2010, le bâtiment qui abritait la galerie d'art et les ateliers de Philip Plisson, à Crac'h, est détruit par un incendie. 
En 2012-2017, il réalise le cliché qui illustre l'affiche de la campagne présidentielle de Marine Le Pen.
Il est accusé de viol par sa nièce et mis en examen en septembre 2010, pour des faits qui se sont déroulés en 1999 dans une maison familiale du Morbihan. Un procès se tient au mois de mai 2014 à l'issue duquel il est condamné par la cour d'assises du Morbihan, à cinq ans de prison dont trois ans ferme. Le 27 mai 2014, il fait appel de ce jugement, appel auquel il renonce en novembre 2014. 
Distingué à plusieurs reprises au cours de sa carrière, il perd les plus prestigieuses d’entre elles, à la suite de sa condamnation. Il est exclu de l'Ordre de la Légion d'honneur en 2015, de l'Ordre du mérite maritime en 2016. Agréé par la Marine nationale comme Peintre de la Marine en 1991 et titularisé en 2003, il est également exclu de ce corps en 2016. Il ne peut plus, depuis, se prévaloir de ces distinctions.

## Publications
- Patrick Le Roux et Luc Le Vaillant (ill. Philip Plisson), Vendée Globe Challenge, éditions Denoël, juin 1992, 224 p. (ISBN 978-2-207-23785-4)
- Philip Plisson et Olivier Péretié, De Québec à Saint-Malo, Paris, Éditions du Chêne, 1996, 12 p. (ISBN 978-2-85108-375-3)
- Philip Plisson, Paysages de Bretagne, Paris, Éditions du Chêne, 1999, 91 p. (ISBN 978-2-84277-203-1)
- Philip Plisson, Guillaume Plisson, et Daniel Gilles, Pêcheurs d'images à La Trinité-sur-Mer, Paris, Éditions du Chêne, 1999, 143 p. (ISBN 978-2-84277-241-3)
- Jean-Pierre Pichard et Philip Plisson, Musiques des mondes celtes, Paris, Éditions du Chêne, 2000, 168 p. (ISBN 978-2-84277-256-7)
- Petite mer d'Etel, Brest / Crac'h, France, Éditions le Télégramme / Pêcheur d'images, 2000, 64 p. (ISBN 978-2-909292-73-1)
- Philip Plisson et Véronique Méter, Belle-Isle-en-Mer, la bien-nommée, Paris, Éditions du Chêne, 2001, 132 p. (ISBN 978-2-84277-324-3)
- Philip Plisson, Guillaume Plisson et Daniel Charles, Phares : Les phares majeurs de l'arc atlantique, Paris, Éditions du Chêne, 2002, 376 p. (ISBN 978-2-84277-403-5)
- Yvon Mauffret, Emmanuel Cerisier, et Philip Plisson, Mer Bretagne, Paris, Éditions de La Martinière, 2002, 79 p. (ISBN 978-2-7324-2928-1)
- Philip Plisson et Valérie Tabary-Bagot, Morbihan, Paris, Éditions Aubanel, coll. « Entre ciel et mer », 2003, 95 p. (ISBN 978-2-7006-0288-3)
- Philip Plisson et François-Régis Gaudry, La Corse, Paris, Éditions Aubanel, coll. « Entre ciel et mer », 2003, 94 p. (ISBN 978-2-7006-0289-0)
- Philip Plisson et Hervé Quéméner, Finistère nord, Paris, Éditions Aubanel, coll. « Entre ciel et mer », 2003, 95 p. (ISBN 978-2-7006-0287-6)
- Philip Plisson et Sandrine Pierrefeu, Finistère sud, Paris, Éditions Aubanel, coll. « Entre ciel et mer », 2003, 95 p. (ISBN 978-2-7006-0304-0)
- Philip Plisson et Anne Cauquetoux, Ille-et-Vilaine, Paris, Éditions Aubanel, coll. « Entre ciel et mer », 2004, 95 p. (ISBN 978-2-7006-0327-9)
- Philip Plisson et Nicolas de La Casinière, Loire-Atlantique, Paris, Éditions Aubanel, coll. « Entre ciel et mer », 2004, 95 p. (ISBN 978-2-7006-0326-2)
- Philip Mauffret et Philip Plisson, Paroles de Bretagne, Paris, Éditions Albin Michel, coll. « Carnets de région », 2004, 64 p. (ISBN 978-2-226-15174-2)Philip Plisson et Francis Dreyer, Lumières de phares, Paris, Éditions de La Martinière, 2004, 416 p. (ISBN 978-2-7324-2955-7)Coffret en 2 volumes
- Tome 1, De Dunkerque à Hendaye
- Tome 2, Méditerranée et DOM-TOM
- Christian Jacq et Philip Plisson, Queen Mary 2 : Naissance d'une légende, Paris, Éditions de La Martinière, 2004, 320 p. (ISBN 978-2-7324-3124-6)
- Philip Plisson et Hervé Chopin, Martinique, Paris, Éditions Aubanel, coll. « Entre ciel et mer », 2005, 90 p. (ISBN 978-2-7006-0342-2)
- Philip Plisson, Daniel Dufour, et Francis Dreyer, Les phares racontés aux enfants, Paris, Éditions de La Martinière, 2005, 75 p. (ISBN 978-2-7324-3294-6)
- Philip Plisson et Irène Frain, Les couleurs de la mer, Paris, Éditions de La Martinière, 2005, 188 p. (ISBN 978-2-7324-3094-2)
- Philip Plisson, La Bretagne, Paris, Éditions Aubanel, coll. « Entre ciel et mer », 2006, 574 p. (ISBN 978-2-7006-0427-6)
- Yann Queffélec et Philip Plisson, Tendre est la mer, Paris, Éditions de la Martinière, 2006, 126 p. (ISBN 978-2-7324-3234-2)
- Yannick Charles, Philip Plisson, Yann Arthus-Bertrand, et Gilles Martin-Raget, Trait de côte : Du Cap Griz-Nez aux Iles Lavezzi, Grenoble, France, Éditions Glénat, 2006, 156 p. (ISBN 978-2-7234-5639-5)
- Philip Plisson, Patrick Mahé, et Sandrine Pierrefeu, Mer Bretagne, Paris, Éditions Michel Lafon, 2006, 224 p. (ISBN 978-2-7499-0506-8)
- Philip Plisson et Patrick Mahé, Mer celtique, Paris, Éditions Michel Lafon, 2007, 224 p. (ISBN 978-2-7499-0686-7)
- Philip Plisson, La Garde républicaine, Paris, Éditions de La Martinière, 2007, 303 p. (ISBN 978-2-7324-3650-0)
- Philip Plisson, Sagesse de Marins : Au jour le jour, Paris, Éditions de La Martinière, 2007, 365 p. (ISBN 978-2-7324-3596-1)
- Philip Plisson, Anne Jankéliowitch, John Pendray, et Guillaume Plisson, Les bateaux racontés aux enfants, Paris, Éditions de La Martinière Jeunesse, 2007, 74 p. (ISBN 978-2-7324-3551-0)
- Philip Plisson, La mer : Au jour le jour, Paris, Éditions de La Martinière, 2008, 365 p. (ISBN 978-2-7324-3854-2)
- Frédéric Denhez, Christelle Guénot, et Philip Plisson, La Pêche racontée aux enfants, Paris, Éditions de La Martinière Jeunesse, 2008, 74 p. (ISBN 978-2-7324-3719-4)
- Philip Plisson, Étraves, Paris, Éditions Michel Lafon, 2009, 256 p. (ISBN 978-2-7499-0921-9)
- Philip Plisson, Phares du monde, Paris, Éditions du Chêne, 2009, 376 p. (ISBN 978-2-8123-0061-5)
- Philip Plisson et Patrick Mahé, Écosse : Carnet de bord d'un pêcheur d'images, Paris, Éditions du Chêne, 2009, 175 p. (ISBN 978-2-8123-0013-4)
- Christian Jacq et Philip Plisson, Mer Bretagne, Paris, Éditions de La Martinière, 2009, 233 p. (ISBN 978-2-7324-3998-3)
- Philip Plisson, Guillaume Plisson, et Daniel Charles, Phares ouest : Carnet de bord d'un pêcheur d'images, Paris, Éditions du Chêne, 2009, 239 p. (ISBN 978-2-8123-0054-7)
- Philip Plisson et Guillaume Plisson, Belle-Isle : Carnet de bord d'un pêcheur d'images, Paris, Éditions du Chêne, 2009, 136 p. (ISBN 978-2-8123-0015-8)
- Philip Plisson et Guillaume Plisson, Ouessant : Carnet de bord d'un pêcheur d'images, Paris, Éditions du Chêne, 2009, 140 p. (ISBN 978-2-8123-0016-5)
- Philip Plisson, Éliane Georges, et Yann Queffélec, La mer, Paris, Éditions de La Martinière, 2009, 300 p. (ISBN 978-2-7324-3946-4)
- Philip Plisson, Claudie Gallay, Bernard Giraudeau, et Bertrand Visage, La France et ses rivages, Paris, Éditions de La Martinière, 2009, 253 p. (ISBN 978-2-7324-3925-9)
- Philip Plisson et Patrick Mahé, Irlande : Carnet de bord d'un pêcheur d'images, Paris, Éditions du Chêne, 2009, 183 p. (ISBN 978-2-8123-0014-1)
- Philip Plisson et Yann Queffélec, Bretagne, Paris, Éditions du Chêne, 2009, 176 p. (ISBN 978-2-8123-0012-7)
- Philip Plisson, Patrick Mahé et Arnaud Guérin, La France vue de la mer, t. 1 : Des plages du Nord au Mont-Saint-Michel, Paris, Éditions du Chêne, 2010, 288 p. (ISBN 978-2-8123-0109-4)
- Olivier de Kersauson et Philip Plisson, Instants de Bretagne, Paris, Éditions de La Martinière, 2010, 198 p. (ISBN 978-2-7324-4057-6)
- Philip Plisson et Nicole Cimadoré, Un monde de marins, Paris, Éditions de La Martinière, 2010, 365 p. (ISBN 978-2-7324-4085-9)
- Philip Plisson, Christian Buchet, et Anne Jankéliowitch, La mer : Avenir de la Terre, Paris, Éditions de La Martinière, 2010, 400 p. (ISBN 978-2-7324-4150-4)
- Philip Plisson, La Charente-Maritime : entre ciel & mer, Paris, Éditions Michel Lafon, 2010, 400 p. (ISBN 978-2-7499-1339-1)